# سنجش تنفس
سنجش تنفس آزمایشی است که بر روی هوای بدست آمده از بازدم افراد صورت می‌گیرد. چند مورد از انواع آن عبارتند از:
- الکل‌سنجی تنفسی با کمک Breathalyzer، که پرکاربردترین از انواع سنجش تنفسی است که افرادی را که در هنگام رانندگی الکل مصرف کرده‌اند را شناسایی می‌کند.
- سنجش تنفسی هیدروژن، روشی برای تشخیص پزشکی ناتوانی‌های خوراکی مانند عدم تحمل ارثی فروکتوز، عدم تحمل لاکتوز، ناتوانی در مصرف لاکتولوز و … است.
- آزمایش تنفسی اوره که در تشخیص وجود هلیکوباکتر پیلوری کمک می‌کند.
- نیتریک اکسید بازدم که آزمونی است که در شناسایی التهاب‌هایی که از راه هوا ایجاد میشودند مانند آسم کمک می‌کند.